# Лестерский собор
Лестерский собор (англ. Leicester Cathedral), полностью Собор Святого Мартина (англ. Cathedral Church of Saint Martin) — кафедральный собор Церкви Англии диоцеза Лестера в Старом городе Лестере, Лестершир, Англия. В 1922 году церковь стал коллегиальной, а в 1927 году, после создания диоцеза, сделана его главным собором. Здание включено в список памятников архитектуры II* класса.
В 2015 году в соборе были перезахоронены останки короля Ричарда III, и его могила является одним из основных центров притяжения посетитилей (более ста тысяч человек в год).
Службы проводятся по канонам церкви Англии.

## История
Церковь, посвящённая святому Мартину Турскому, построена на руинах римского города. Можно быть практически уверенным в том, что это одна из шести церквей, упомянутых в «Книге Страшного суда» (1086). Некоторые части нынешнего здания, возможно, восходят к нормандской церкви XII века, перестроенной в XIII и XV веках. В Средневековье, когда церковь располагалась рядом с городской ратушей, она стала главной церковью Лестера, прочно связанной с торговцами и городскими гильдиями.
Нынешнее здание собора преимущественно викторианской постройки. Башня со шпилем высотой 220 футов (67 м) спроектирована архитектором Рафаэлем Брэндоном и возведена в 1860-х годах.
В 1926 году, спустя более тысячи лет с того, как последний англосаксонский епископ Лестера бежал от вторжения датчан, епархия была восстановлена, и через год церковь Святого Мартина освятили как кафедральный собор. Впрочем, англосаксонский собор Лестерской епархии располагался в другом месте.
Реставрация башни и шпиля как изнутри, так и снаружи прошла в 2004—5 годах, главным образом, это была чистка и вычинка пришедшей в негодность кладки новым материалом из каменоломен долины Тайна. Смета составила £600 000, из которых £200 000 дало «Английское наследие», а остальные средства собраны частными пожертвованиями.
Лестерская школа прежде располагалась в непосредственной близости от собора, в котором тогда проходили ежеутренние собрания учеников, которые также посещали и службы. Несмотря на то, что школа переехала в Грейт-Глен (Лестершир) на расстояние семи миль от города, связь её с собором не прерывается.
После серьёзного ремонта в 2011 году офис собора переместился в здание бывшей Лестерской школы, переименованное по такому случаю в честь св. Мартина. Туда же переехала певческая школа. В новом здании можно арендовать конференц-зал и другие помещения.
Ричард III, последний английский монарх, погибший в битве, был без почестей захоронен в монастыре «Серых братьев» (миноритов) в Лестере. В 2012 году при археологических раскопках руин монастыря обнаружены останки короля, подлинность которых подтверждена анализом ДНК в 2013 году. В июле 2014 года в обновлённом саду при соборе заново установлен памятник королю, созданный в 1980 году. Ричард перезахоронен архиепископом Кентерберийским на хорах Лестерского собора 26 марта 2015 года после пятидневных памятных мероприятий. Это было первое захоронение английского монарха с похорон Эдуарда VIII, который умер в 1972 году, за 43 года до перезахоронения Ричарда. На церемонии присутствовали Софи, графиня Уэссекская (представляла королеву) и принц Ричард, герцог Глостерский. Прежде на месте могилы короля в соборе находился его кенотаф.
13 апреля 2017 года в Лестерском соборе королева Елизавета II раздавала Деньги Монди.

## Архитектура

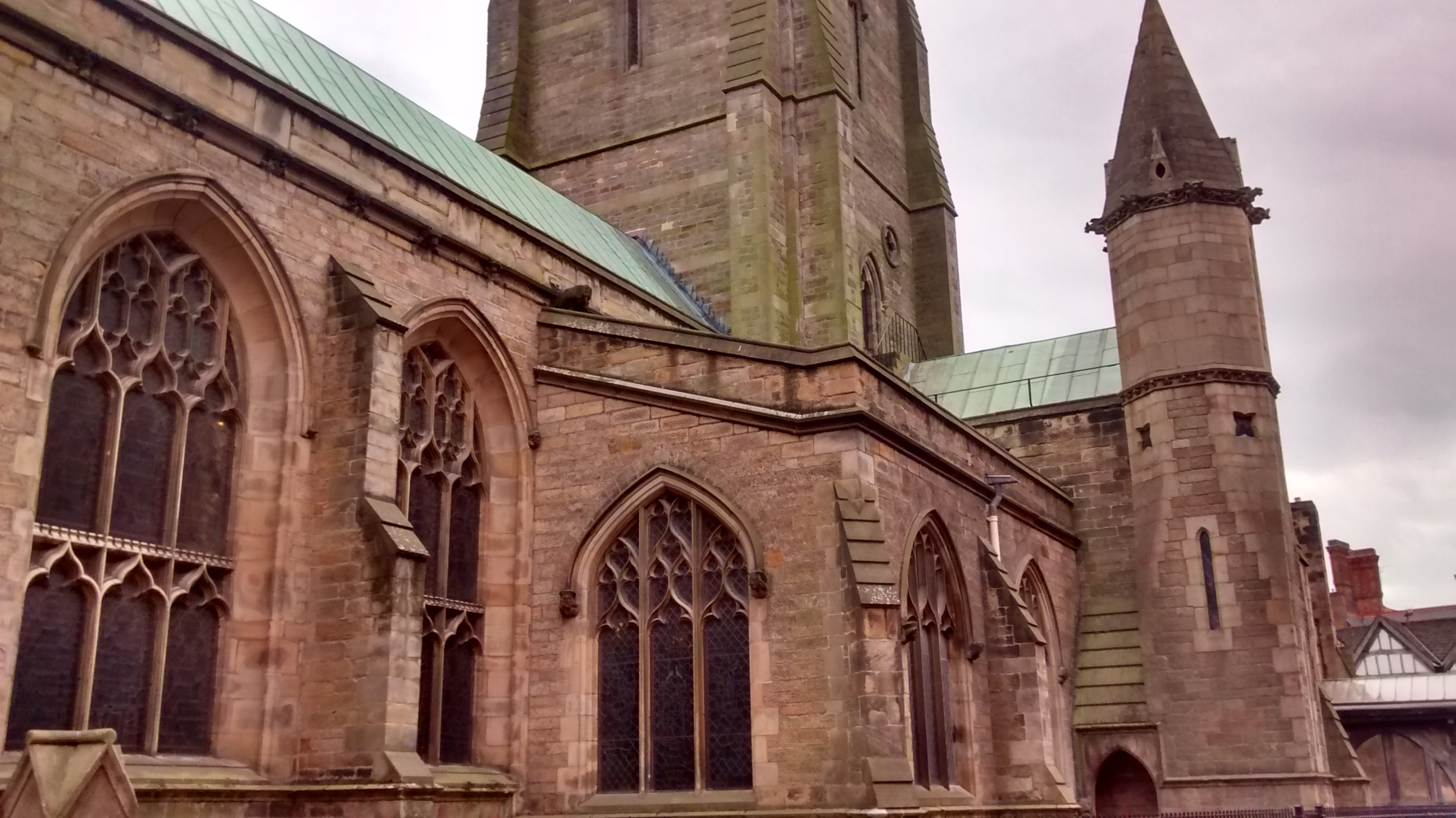
Детали экстерьера
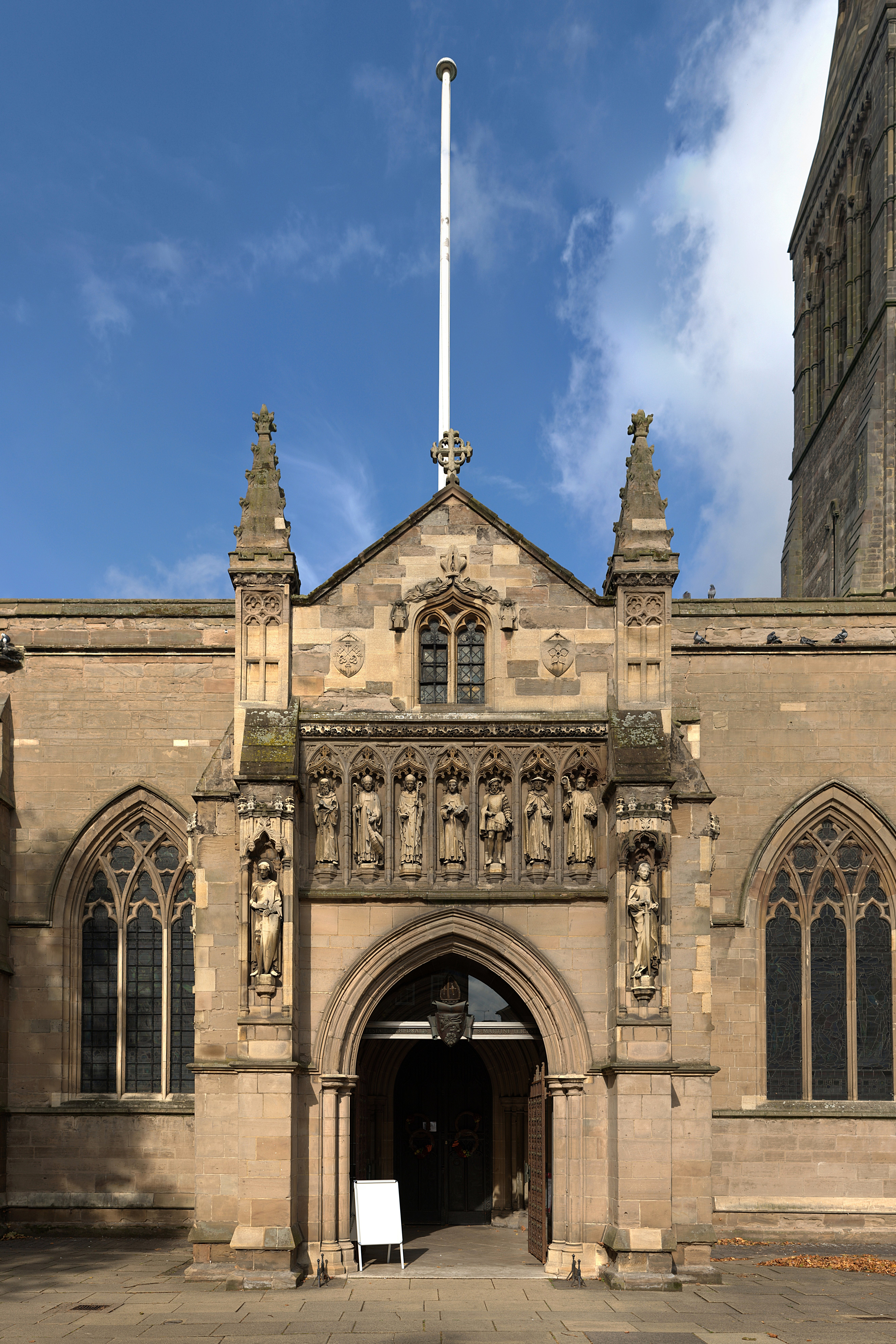
Портал Воганов, общий вид
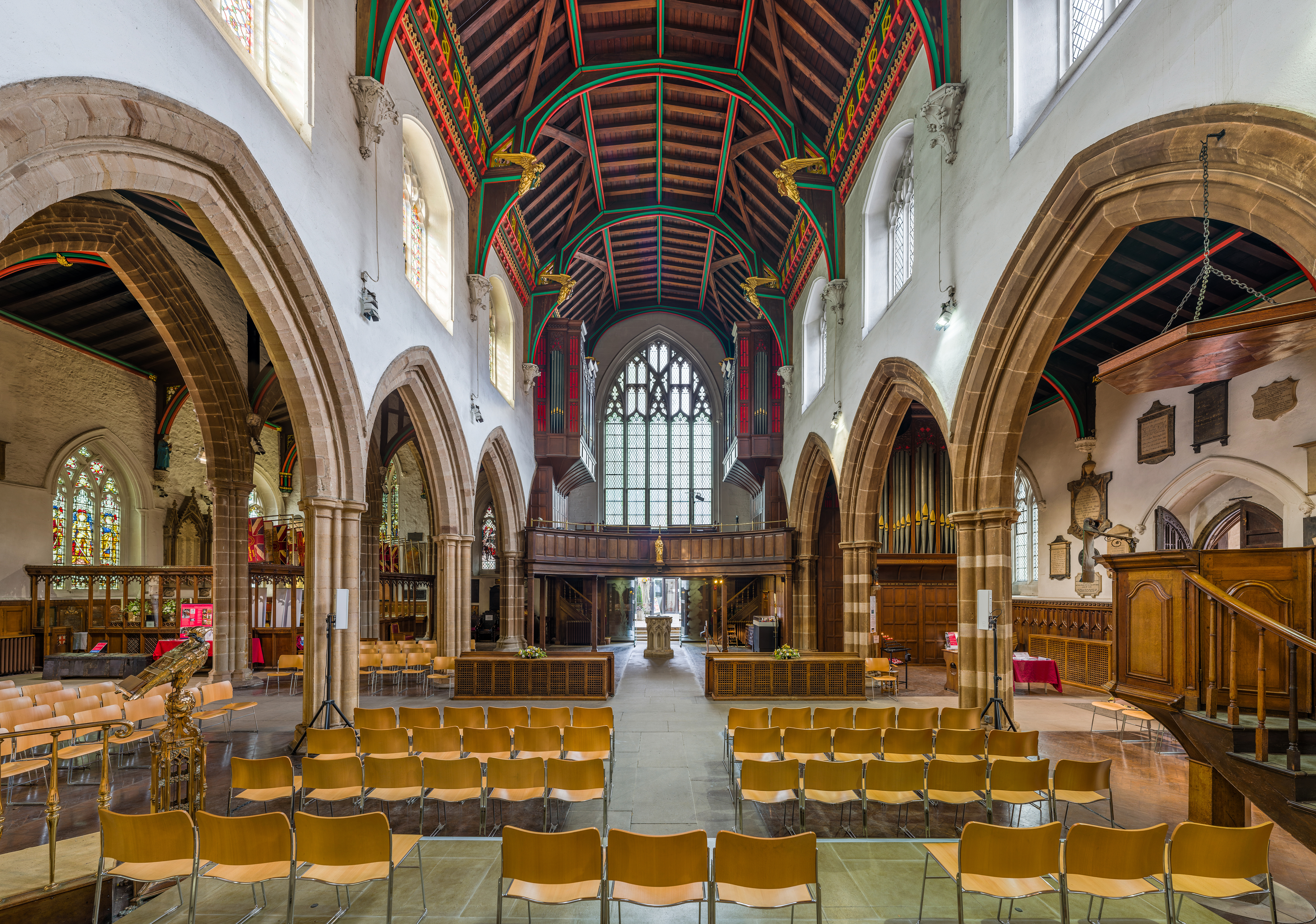
Интерьер нефа
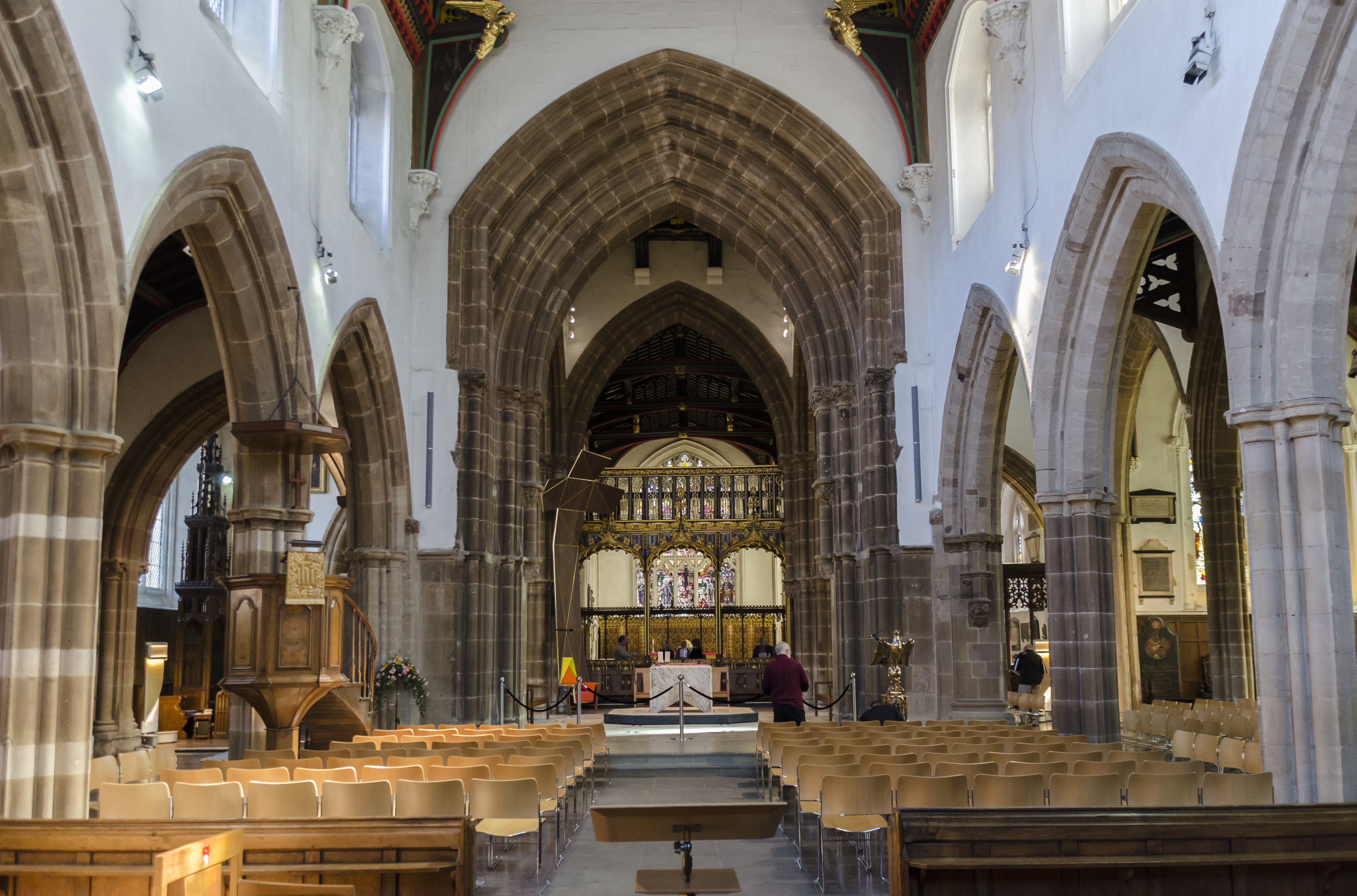
Интерьер под башней
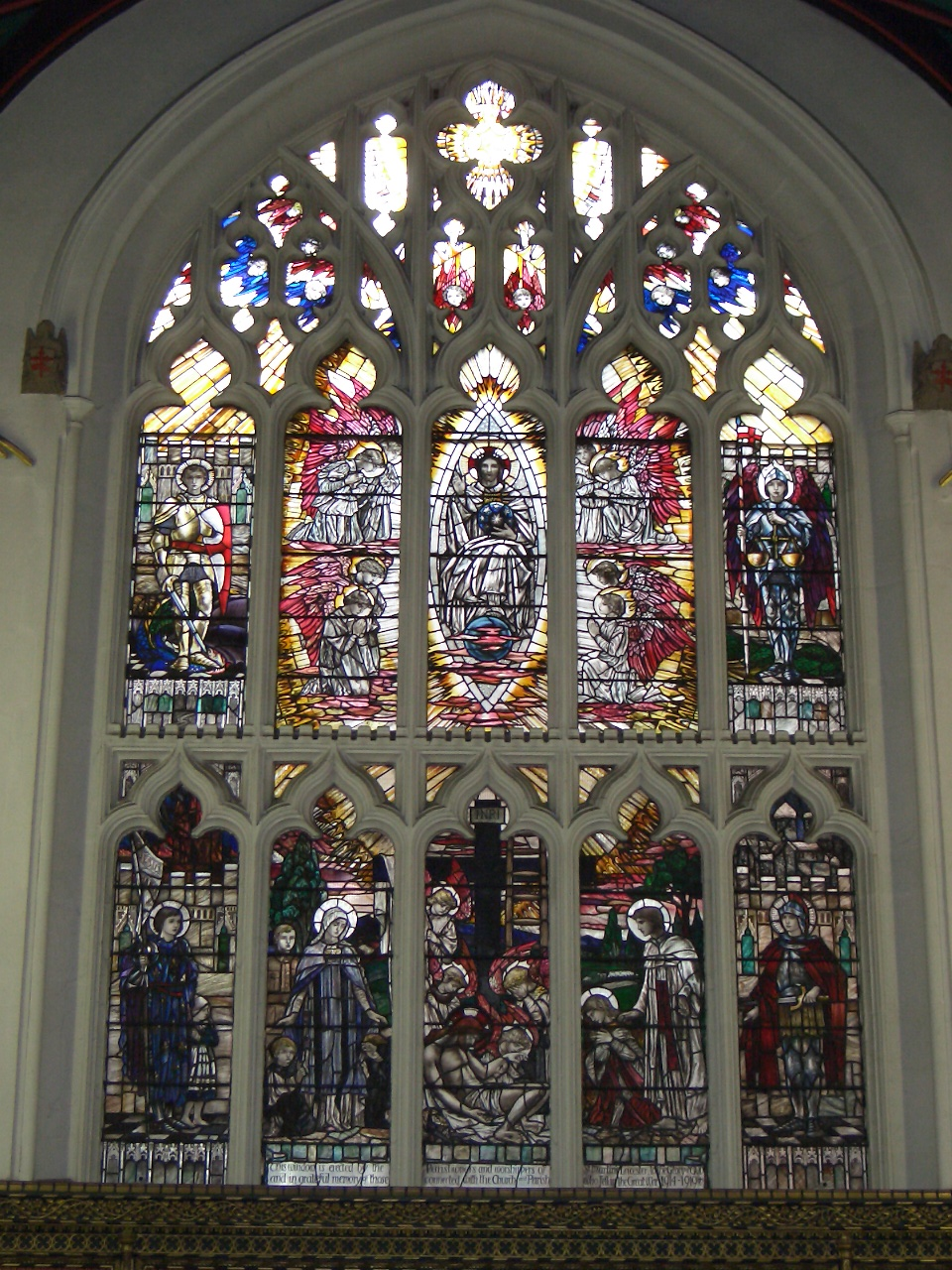
Восточное окно
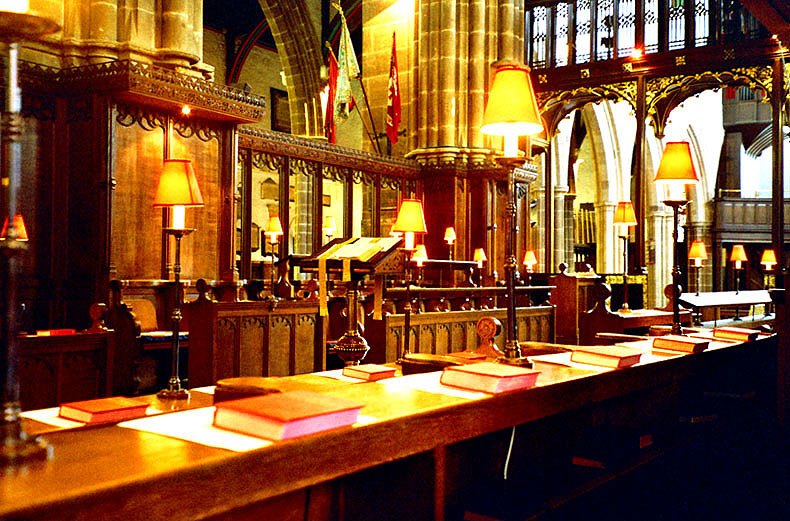
Места для клириков (ныне убраны)

Собор является памятником архитектуры Англии II* класса. Он состоит из большого нефа и хоров с двумя капеллами, увенчан шпилем, воздвигнутым в 1862 году. В течение веков здание претерпело несколько перестроек и реставраций, в том числе викторианскую под руководством архитектора Рафаэля Брэндона. В общем здание представляет собой постройку в готическом стиле. Деревянная алтарная преграда была изготовлена в XIX веке «Bowman of Stamford» по рисунку антиквария Чарльза Николсона. В 2015 году преграда была передвинута к могиле Ричарда III в рамках общей переделки хоров под руководством «van Heyningen and Haward Architects». Также в рамках подготовки к захоронению Ричарда и переносу хоров в неф Люком Хагсом изготовлена новая дубовая мебель.
Восточное витражное окно посвящено памяти погибшим в Первую мировую войну. В самой высокой части витража изображён шар, похожий на солнце, от которого лучами нисходят херувимы. В центре в окружении восьми ангелов сидит Иисус Христос, держа в одной руке звёздное небо, а одной ногой попирая преисподнюю. На витраже справа архангел Михаил стоит на хвосте дракона, а слева — Георгий Победоносец стоит на драконьей голове. В нижнем ряду слева можно увидеть святую Жанну д’Арк, святую Марию, Иисуса с плачущими ангелами, Марию Магдалину, Иакова и святого Мартина Турского. Их лица обращены в солдату Первой мировой войны.
Деревянные статуи XIV века связаны с некоторыми болезнями.

### Портал Воганов

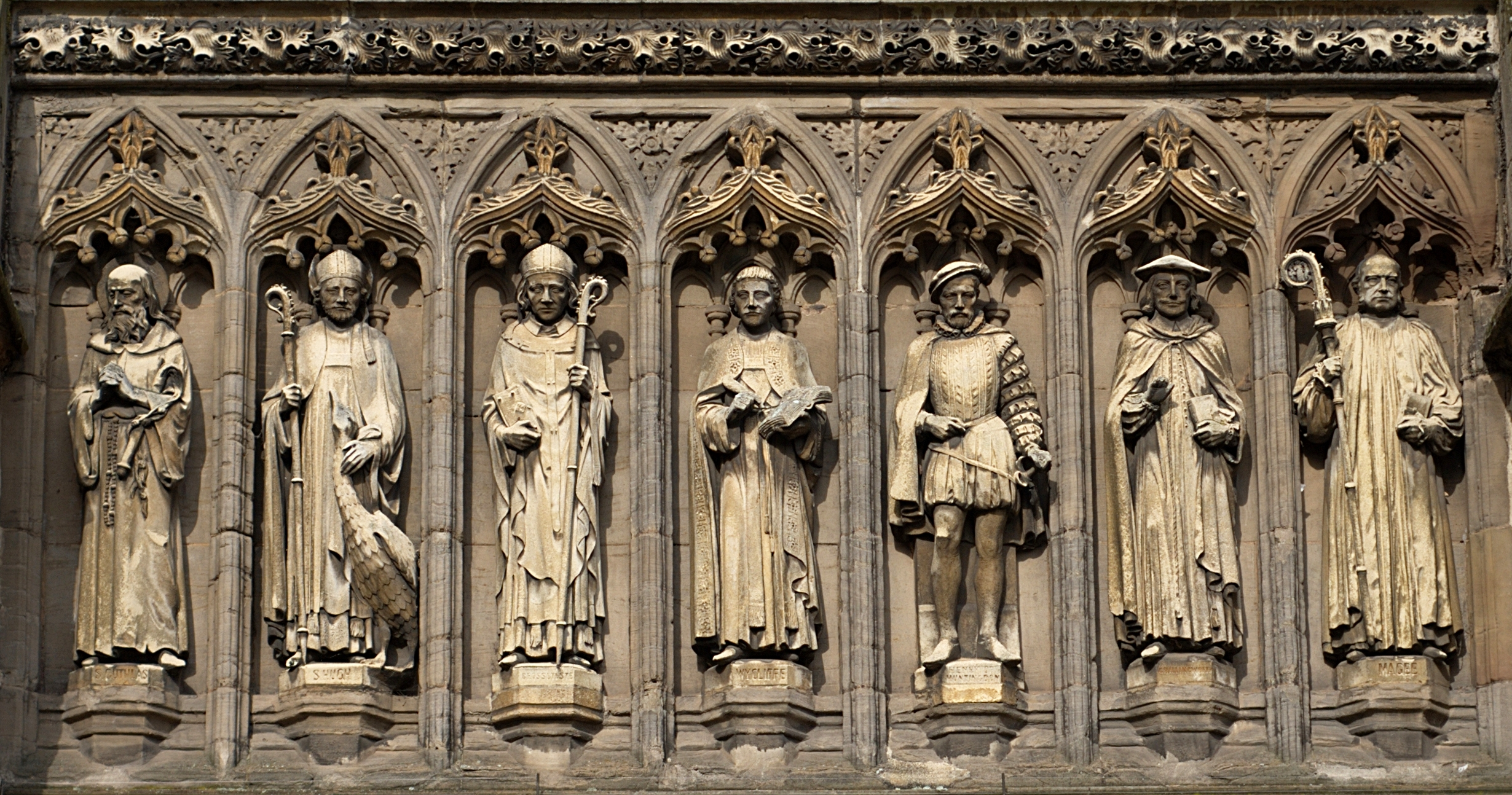
Статуи семи праведников над Порталом Воганов

Портал Воганов (1897), расположенный с южной стороны церкви, спроектирован Джоном Лофборо Пирсоном, архитектором собора Труро, и назван в честь представителей семейства Воганов, которые последовательно служили викариями в соборе на протяжении большей части XIX века. Портал украшен фигурами семи праведников:
- Гутлак (ок. 673—713) — христианский святой из Линкольншира, который жил во времена, когда Лестер впервые стал епархией в 680 году;
- Хью, епископ Линкольнский (ок. 1135—1200) — потому что Лестер находился в епархии Линкольна;
- Роберт Гроссетест (ок. 1175—1253) — английский государственный деятель, схоластический философ, теолог, учёный, епископ Линкольна и самый известный из средневековых архидиаконов Лестера;
- Джон Уиклиф (ок. 1329—1384) — оксфордский ученый, известный тем, что вдохновил двух своих последователей перевести Библию на английский язык. Знаменитая «Книга мучеников» Фокса[прим. 2] начинается с Джона Уиклифа;
- Генри Гастингс, 3-й граф Хантингдон (1535—1595) — потому что дом графов Хантингдон находился в Лордс-Плейс недалеко от Хай-стрит в Лестере. Мария Шотландская находилась там в заключении во время своего путешествия в Ковентри;
- Уильям Чиллингворт (1602—1643) — оксфордский теолог, друг Джереми Тейлора и племянник архиепископа Лода. Был капелланом армии роялистов во время Гражданской войны;
- Уильям Коннор Мейджи[англ.] (1821—1891) — епископ Питерборо, который способствовал строительству многих известных викторианских церквей Лестера и большого количества приходских школ. Короткое время в 1891 году был архиепископом Йоркским.

### Капеллы
Из четырёх соборных капелл три посвящены святым. Капеллы св. Екатерины и св. Дунстана — боковые, используются для малых служб и бдений, капелла св. Георга — армейская, расположена на западной оконечности собора и содержит памятники лестерширским солдатам, погибшим в войнах. Четвёртая капелла Христа-Царя пристроена к Восточному окну.
Капелла св. Екатерины расположена на северной стороне собора, в витраже над алтарём изображение мученичества святой на колесе, под витражем резная панель с Христом на кресте и Марией и Иоанном по сторонам него. Также в капелле располагаются изображения св. Франциска Ассизского и поэта Роберта Геррика, отчего капеллу называют также и в честь Геррика.
Капелла св. Дунстана располагается против капеллы св. Екатерины и предназначена специально для молящихся. Также в ней всегда имеются св. Дары, которые можно отнести тем, кто болен и не может прийти в церковь. По стенам капеллы располагаются памятники тем, кто в ней молился, а в витраже изображён св. Дунстан, архиепископ Кентерберийский в X веке, и сцены из его биографии.
Капелла св. Георга принадлежала прежде Гильдии св. Георга, и в ней хранилось его изображение, которое ежегодно 23 апреля носили по улицам города. В витраже изображена история Георгия Драконоборца, от нефа она отделена деревянной преградой. В 1921 году капелла была реконструирована и посвящена солдатам Лестерширского королевского полка, в ней хранятся знамёна и списки погибших в Крымской, Англо-бурской и двух Мировых войнах.
Капелла Христа-Царя выстроена в рамках реконструкции хоров для погребения Ричарда III.

### Могила Ричарда III

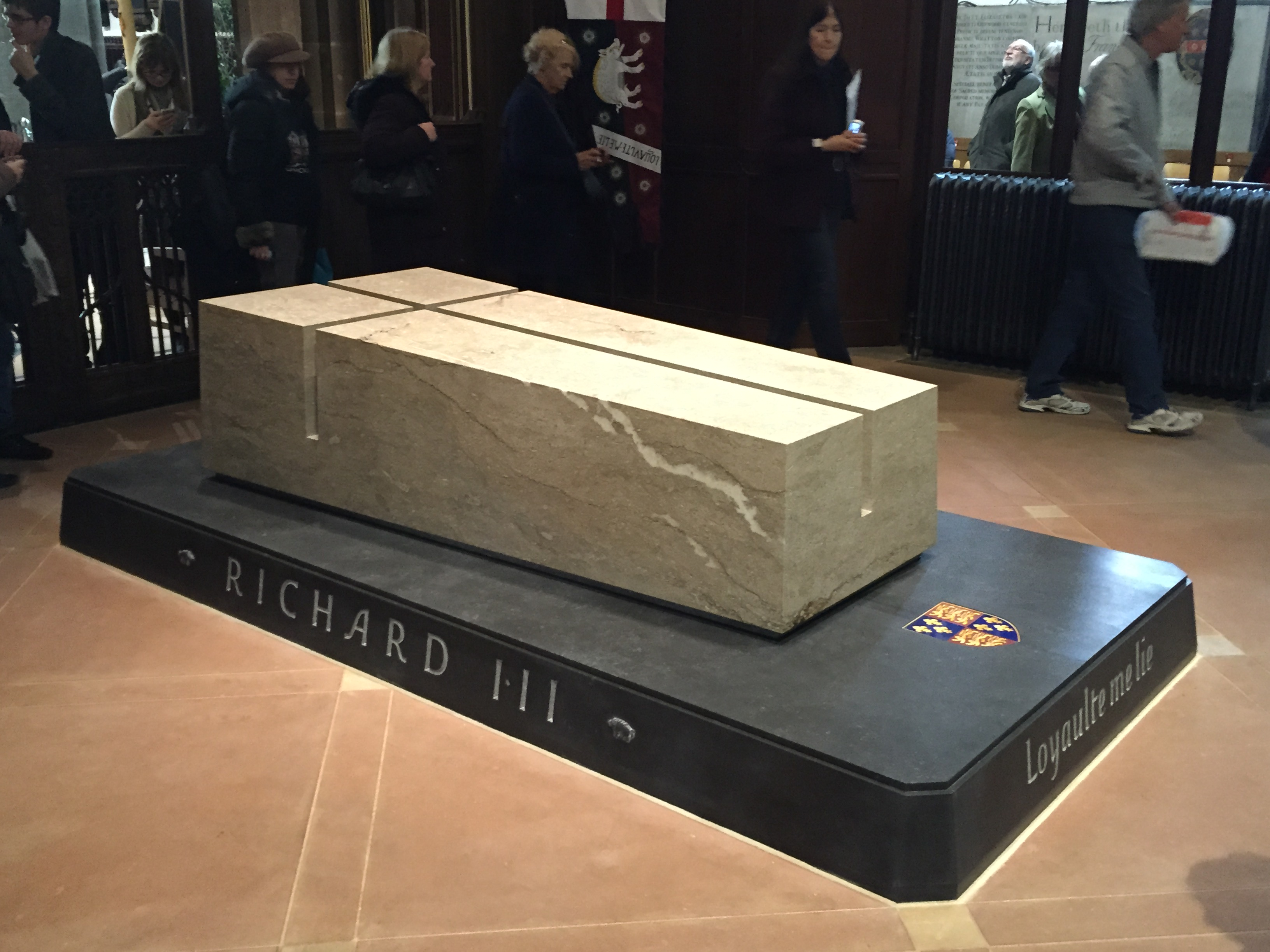
Гробница Ричарда III

Проект гробницы — «van Heyningen and Haward Architects», изготовлена Джеймсом Эллиоттом.
Останки Ричарда III покоятся в свинцовом оссуарии внутри гроба из английского дуба, созданного Майклом Ибсеном, который размещён в выложенном кирпичом склепе. Над могилой установлено монументальное надгробие из трёхтонного монолита светлого известняка с окаменелостями (англ. Swaledale fossil stone), в которое врезан крест. Каменная плита сужается как по высоте, так и по ширине к востоку, наводя на мысль об обращении лицом к востоку в ожидании воскресения. Под монолитом находится плита тёмного мрамора из Килкенни, на которой вырезано имя короля, даты жизни, девиз и герб в технике pietra dura работы Томаса Гринуэя.
В постоянной экспозиции находится покров с гроба Ричарда, на котором Жак Биннс вышил биографию короля и историю находки его тела.

## Хор
Лестерский соборный хор состоит из мальчиков, девочек и взрослых певцов. Дети набираются в школах Лестера и Лестершира, взрослые певцы, в основном, остались в хоре и после ломки голоса. Также собор предоставляет хористам стипендии в £1000 в год на академический год и для обучения в Лестерском университете и университете де Монфор. Хор иногда выпускает записи, но является одним из немногих соборных хоров, никогда не появлявшихся в передаче BBC Radio 3 «Choral Evensong».
Раз в три или четыре года хор обычно гастролирует, в остальные годы проводит летнюю неделю в одном из английских соборов (в Линкольне, Уэлсе, Йорке и Честере). Мальчики, девочки и младшие певцы также проводят пять дней в августе в доме отдыха «Launde Abbey», расположенном в восточном Лестершире.

## Колокола
В башне собора подвешено 13 колоколов, отлитых или перелитых в 1937 году, 12 из которых образуют настроенную звонницу, тенор которой весит 25 центнеров 20 фунтов (1 т). Звонят по четвергам вечером и в воскресенье утром, не считая праздников.

## Орган
Первый известный орган церкви св. Мартина в Лестере был продан около 1562 года, и до 1774 органа в церкви не было. В 1774 году Шнецлером был построен новый инструмент из 22 регистров в Хоре, Хауптверке и Швеллере. В 1873 году Уокером орган отреставрирован и увеличен до 51 регистра на четырёх 58-клавишных мануалах (Хор, Хауптверк, Швеллер и Эхо) и 30-клавишной педали. Самые низкие регистры — 32-футовые. Следующие реставрации и переделки после повышения церкви до соборного статуса выполнены в 1929—30 и 1972—73 годах даремской фирмой «Harrison & Harrison», а в 1983 году — «Hill, Norman & Beard». В 2003 году «Harrison & Harrison» восстановили консоль к виду 1930-х и провели общую реставрацию инструмента. Трубы Хауптверка, Швеллера и Педали расположены в северном боковом нефе и звучат на восток, Хор и регистр Тубы — на северной стене, а Соло — против них над консолью. Корпус органа про рисунку Чарльза Николсона.